# Вілкайце
Вілкайце (пол. Wiłkajcie, нім. Birkendorf, until 1938: Wilkatschen) — село в Польщі, у гміні Ґолдап Ґолдапського повіту Вармінсько-Мазурського воєводства.
Населення — 68 осіб (2011).
У 1975-1998 роках село належало до Сувальського воєводства.

## Демографія
Демографічна структура станом на 31 березня 2011 року:
|          | Загалом | Допрацездатний вік | Працездатний вік | Постпрацездатний вік |
| -------- | ------- | ------------------ | ---------------- | -------------------- |
| Чоловіки | 33      | 9                  | 20               | 4                    |
| Жінки    | 35      | 9                  | 17               | 9                    |
| Разом    | 68      | 18                 | 37               | 13                   |